# Rodeo Riddim
Der Rodeo Riddim ist ein Riddim der Berliner Band Seeed.
Produziert wurde der Riddim von dem Seeed-Frontman Pierre Baigorry und Leander Topp bei Germaican Records.
Der Riddim erschien 2005 mit bekannten Künstlern wie Elephant Man, T.O.K. und Dr. Ring-Ding. Auf dem Riddim sind zwei Versionen enthalten. Jedes Lied ist als normale Version und als Refix enthalten.
Die Refix-Version von dem Lied Ding der Band Seeed ist in Deutschland sehr populär. Seeed traten beim Bundesvision Song Contest 2006 mit diesem Song an. Sie gewannen mit 151 Punkten. Darauf erreichte die Single Platz 5 der Deutschen Single Charts und hielt sich 26 Wochen in den Charts. Sie wurde in Deutschland mit Gold ausgezeichnet.
Des Weiteren wurde 2005 eine weitere CD mit diesem Riddim veröffentlicht. Diese heißt Rodeo Europe; auf ihr befinden sich 20 Lieder von Interpreten aus 20  Ländern aus Europa.

## Bekannte Interpreten des Riddims
- Elephant Man
- T.O.K.
- Mad Cobra
- Seeed
- General Degree
- Lukie-D
- Wayne Marshall
- Daddy Mory
- Natasja
- D-Flame
- Phenomden

## Weitere von Seeed produzierte Riddims
- Frogass
- Doctor’s Darling¹
- Pharao¹
- Electric Boogie¹
- Curefix¹
- High Noon
- Augenbling

¹ zusammen mit Pionear

## Weitere Riddims veröffentlicht auf Germaican Records
- Arena (Pionear)
- Bitch (Pionear)
- Chachi Riddim (South Rakkas Crew)
- Cure (Tom)
- Doctor’s Darling (Seeed & Pionear)
- Electric Boogie (Seeed & Pionear)
- Elemental (Beatschmieda)
- Frog Ass (Seeed)
- Geisha (Pionear)
- High Noon (Seeed)
- Leipzig (Pionear)
- Messer Banzani (Messer Banzani)
- Minz (k. A.)
- Money Bag (Pionear)
- Nasty Dawg (Pionear)
- Opium (Pionear)
- Pharaoh (Seeed & Pionear)
- Rodeo (Seeed & Pionear)
- Stopp (D-Flame & Pionear)
- Typhoon (Pionear)
- Valentine (Marco Baresi & Pionear)
- World Report (Tom)
- Yu Go! (Emir „Youthman“ Kobilić)

(In Klammern der jeweilige Produzent)